# Chaetocoelia caloptera
Chaetocoelia caloptera är en tvåvingeart som beskrevs av Friedrich Georg Hendel 1907. Chaetocoelia caloptera ingår i släktet Chaetocoelia och familjen lövflugor. Inga underarter finns listade i Catalogue of Life.